# Ленінське (Єврейська автономна область)
Ленінське (рос. Ленинское) — село та районний центр в Ленінському районі Єврейської автономної області Російської Федерації.
Входить до складу муніципального утворення Ленінське сільське поселення. Населення становить 6109 осіб (2010).

## Історія
Згідно із законом від 26 листопада 2003 року органом місцевого самоврядування є Ленінське сільське поселення.

## Населення
| 1939 | 1959  | 1970  | 1979  | 1989  | 2002  | 2010  |
| ---- | ----- | ----- | ----- | ----- | ----- | ----- |
| 2149 | ↗3424 | ↗5035 | ↗6424 | ↗6707 | ↗7048 | ↘6109 |